# Veliki dodekaeder
| veliki dodekaeder           | veliki dodekaeder                            |
| --------------------------- | -------------------------------------------- |
|                             |                                              |
| vrsta                       | Kepler-Poinsotov polieder                    |
| jedro stelacije             | dodekaeder                                   |
| elementi                    | F=12, E=30 V=12, {\displaystyle \chi \,}= -6 |
| stranske ploskve po straneh | 12{5}                                        |
| Schläflijev simbol          | {5, 5/2}                                     |
| Wythoffov simbol            | 2 5                                          |
| Coxeter-Dinkinov diagram    |                                              |
| simetrijska grupa           | Ih, H3, [5, 3], (*532)                       |
| sklici                      | U53, C69, W41                                |
| značilnosti                 | pravilen nekonveksen                         |
| (slika oglišč)              | mali stelirani dodekaeder (dualni polieder)  |

Veliki dodekaeder je Kepler-Poinsotov polieder s Schläflijevim simbolom {5,5/2} in Coxeter-Dinkinovim diagramom . Je eden izmed štirih nekonveksnih pravilnih poliedrov. Sestavljen je iz petkotnih stranskih ploskev oziroma iz šestih parov vzporednih petkotnikov. Pet petkotnikov se sreča v vsakem oglišču, kjer se sekajo in tvorijo pentagramsko pot.  

## Slike
| Prosojni model    | Sferno tlakovanje                                                                                           |
| ----------------- | --- |
| (animacija)       | Polieder predstavlja sferno tlakovanje z gostoto 3. (Prikazana je samo ena petkotna ploskev v rumeni barvi) |
| mreža             | stelacija                                                                                                   |
| Mreža za površino | Lahko se konstruira kot druga od treh stelacij dodekaedra in se obravnava kot Wenningerjev model [W21].     |

## Sorodni poliedri
Imajo enako ureditev robov kot konveksni pravilni ikozaeder. 
| Name                     | mali stelirani dodekaeder | prisekani mali stelirani dodekaeder | dodekadodekaeder | Prisekani veliki dodekaeder | veliki dodekaeder |
| ------------------------ | ------------------------- | ----------------------------------- | ---------------- | --------------------------- | ----------------- |
| Coxeter-Dinkinov diagram |                           |                                     |                  |                             |                   |
| Slika                    |                           |                                     |                  |                             |                   |